# Хофман, Ханс

Картина «Ворота» (1959—1960), коллекция Музея Соломона Гуггенхайма

Ханс Хофман (нем. Hans Hofmann; 21 марта 1880, Вайсенбург, Бавария — 17 февраля 1966, Нью-Йорк) — американский художник немецкого происхождения, представитель абстрактного экспрессионизма, также известный в качестве преподавателя искусства.
Его карьера охватывала два поколения и два континента, и считается, что он предшествовал абстрактному экспрессионизму и оказал на него влияние. Он родился и получил образование в окрестностях Мюнхена, был активным участником европейского авангарда начала двадцатого века и, в 1932 году когда эмигрировал в США, привёз с собой глубокое понимание и синтез символизма, неоимпрессионизма, фовизма и кубизма. Живопись Х. Хофмана характеризуется строгой заботой о живописной структуре и единстве, пространственным иллюзионизмом и использованием смелых цветов для выразительных средств. Влиятельный критик Клемент Гринберг считал первую персональную выставку Г. Гофмана в Нью-Йорке в «Искусстве этого века» Пегги Гуггенхайм в 1944 году (наряду с выставкой Джексона Поллока в конце 1943 года) прорывом в живописи по сравнению с геометрической абстракцией, предвещавшим абстрактный экспрессионизм.
В последующее десятилетие признание Х. Хофмана росло благодаря многочисленным выставкам, в частности, в галерее Кутца, кульминацией которых стали крупные ретроспективы в Музее американского искусства Уитни (1957) и Музее современного искусства (1963), которые прошли по всей территории США, Южной Америки и Европы. Его работы находятся в постоянных коллекциях крупнейших музеев мира, включая «Метрополитен-музей», Современная галерея Тейт, Германский национальный музей, Национальную галерею искусства и Чикагский институт искусств.
Ханс Хофман также считается одним из самых влиятельных преподавателей искусства XX века. Он основал художественную школу в Мюнхене в 1915 году, которая опиралась на идеи и работы Поля Сезанна, Василия Кандинского и кубистов; некоторые искусствоведы считают, что это была первая современная художественная школа в мире. После переезда в США, он вновь открыл школу в Нью-Йорке и Провинстауне, штат Массачусетс, пока в 1958 году не отошёл от преподавания, чтобы заниматься живописью полный рабочий день. Его преподавание оказало значительное влияние на послевоенных американских художников-авангардистов, включая Элен Франкенталер, Николаса Крушеника, Нелл Блейн, Ли Краснер, Джоан Митчелл, Луизу Берлявски-Невельсон и Ларри Риверса, среди многих других, а также на теории Гринберга, в которых он делал акцент на средстве, картинной плоскости и единстве произведения. Некоторые из других ключевых постулатов Хофмана включают его пространственные теории «отталкивания/притяжения», его настойчивое утверждение, что абстрактное искусство берет свое начало в природе, и его веру в духовную ценность искусства.

## Биография
Ханс Хофман родился в Вайсенбурге, Бавария, 21 марта 1880 года в семье Теодора Фридриха Хофмана (1855—1903) и Франциски Мангер Хофман (1849—1921). В 1886 году его семья переехала в Мюнхен, где его отец устроился на работу в правительство. С юных лет Х. Хофман тяготел к науке и математике. В возрасте шестнадцати лет он последовал за своим отцом на государственную службу, работая в правительстве Баварии в качестве помощника директора департамента общественных работ. Там он расширил свои познания в математике, в итоге разработав и запатентовав такие устройства, как электромагнитный комптометр, радар для морских судов и портативный морозильник для военных нужд. В это время Х. Хофман также заинтересовался творчеством, начав в 1898—1899 годах занятия искусством у немецкого художника Морица Хейманна. В 1898 году начинает учиться живописи в частной художественной школе в Мюнхене.
Между 1900 и 1904 годами Х. Хофман встретил свою будущую жену Марию Миз Вольфегг (1885—1963) в Мюнхене, а также познакомился с Филиппом Фрейденбергом, владельцем берлинского элитного универмага «Kaufhaus Gerson» и заядлым коллекционером произведений искусства. Фрейденберг стал покровителем Хофмана в течение следующего десятилетия, что позволило ему переехать и жить в Париже вместе с Миз. С 1904 по 1914 год, вплоть до начала Первой мировой войны, Хофман живёт в Париже, где посещает художественную Академию де ла Гранд Шомьер, в которой учится также Анри Матисс. Это было время зарождения и развития таких художественных направлений, как фовизм и кубизм, и молодой Хофман находился под сильным их влиянием. В это же время он знакомится в Париже с художниками Робером Делоне и Соней Делоне-Терк, завязывает с ними дружбу. Хофман работал и выставлялся в Париже до начала Первой мировой войны, создавая картины под влиянием кубистов и Поля Сезанна.
Вернувшись в Германию, по состоянию здоровья был признанный негодным к воинской службе из-за заболевания дыхательных путей, Х. Хофман в 1915 году открывает в Мюнхене художественную школу, в которой среди прочих учится и будущий руководитель отделения искусств Калифорнийского университета в Беркли Уорт Райдер.
По приглашению Райдера в 1930 году Хофман впервые посещает США, а в 1932 году остаётся там навсегда. Х. Хофман и Миз прожили раздельно шесть лет, пока она не получила иммиграционную визу в США в 1939 году. Вначале Хофман преподаёт на курсах Студенческой лиги искусств, а в 1933 году открывает собственную художественную школу. Среди прочих у Хофмана учились такие мастера абстрактного искусства, как Рэй Эймс, Аллан Капроу и Ли Краснер.
В 1941 году Хофман стал американским гражданином. В это время его работы привлекали все больше внимания и признания критиков, арт-дилеров и музеев.
Ли Краснер в 1942 году познакомила учителя со своим мужем, художником Джексоном Поллоком, помогшим Хофману организовать его первую персональную выставку в 1944 году в галерее Пегги Гуггенхайм. С 1935 года в творчестве художника всё более отчетливо обозначаются абстрактные тенденции.
В 1946 году Хофман выставляется в Мортимер-Бранд-галерее. Художественный критик Роберт Коатс, рецензировавший выставку в журнале «Нью-Йоркер», чтобы описать увиденное, изобретает термин «абстрактный экспрессионизм». В то же время работы Хофмана отличны от полотен других классиков абстрактного экспрессионизма — Адольфа Готлиба, Барнетта Ньюмена или Марка Ротко, которые Хофман находил «трагичными и вневременными». Г. Гофман же был «гедонист абстрактного экспрессионизма» — как его назвал Ирвинг Сандлер. Любопытно, что «гедонистом» Сандлер называет также А. Матисса, парижского соученика Хофмана.
В 1947 году Хофман принимает участие — совместно с Теодоросом Стамосом, Эдом Рейнхардтом, Марком Ротко и Клиффордом Стиллом — в групповой выставке «Идеографическая картина» (The Ideographic Picture), организованной Б. Ньюменом в галерее Бетти Парсонс.
В 1948 году Хофман публикует свою теоретическую работу — эссе «Поиск реальности в изобразительном искусстве».
В 1958 году, после более чем 40 лет преподавательской деятельности, в том числе в престижных художественных школах Нью-Йорка и Принстона (Массачусетс), Хофман оставляет преподавание и целиком посвящает себя живописи, чтобы сосредоточиться на живописи, что привело к позднему расцвету его творчества (в возрасте семидесяти восьми лет).
В 1963 году в Музее современного искусства Нью-Йорка состоялась ретроспективная выставка работ Ханса Хофмана. В том же году, Миз Хофман, его партнер и жена на протяжении более шестидесяти лет, скончалась после операции.
Два года спустя, Х. Хофман женился на Ренате Шмиц, которая оставалась с ним до самой его смерти от сердечного приступа в Нью-Йорке 17 февраля 1966 года, незадолго до его 86-летия.

## Работы и выставки
Искусство Х. Хофмана, в целом, отличается строгой заботой о живописной структуре и единстве, развитием пространственной иллюзии через «притяжение и отталкивание» цвета, формы и размещения, а также использованием смелого, часто одного основного цвета для выразительных средств. В первые десятилетия века он писал картины в модернистском, хотя все ещё идентифицируемом изобразительном стиле, создавая пейзажи, натюрморты и портреты, в основном под влиянием кубизма и Поля Сезанна с точки зрения формы и Василия Кандинского, Анри Матисса и Винсента Ван Гога с точки зрения цвета.
Хофман начал длительный период, сосредоточенный исключительно на рисовании, где-то в 1920-х годах, вернувшись к живописи в 1935 году. К 1940 году, однако, он начал писать полностью абстрактные работы, такие как «Весна», небольшая картина маслом на панели «капля». Искусствоведы описывают эту работу и другие, такие как «Ветер» (1942), «Фантазия» (1943) и «Шипение» (1944), с точки зрения их «живописных атак», резких контрастов, насыщенного цвета и жестикуляционной спонтанности, как «записи интенсивного опыта художника» в отношении красок, цвета и процессов, которые были произвольными, случайными и прямыми, а также намеренными. Данные работы демонстрируют ранние стилистические эксперименты Хофмана с техниками, которые впоследствии будут названы «живописью действия», прославившей Поллока и других к концу десятилетия. Хофман считал, что абстрактное искусство — это способ добраться до важной реальности, однажды заявив, что «способность упрощать означает устранять ненужное, чтобы необходимое могло говорить».
Работы Хофмана в 1940-х годах поддерживали несколько ключевых фигур, положивших начало новой эре растущего влияния арт-дилеров и галерей, включая Пегги Гуггенхайм, Бетти Парсонс и Сэмюэля М. Кутца. Его первая персональная выставка в Нью-Йорке в галерее Гуггенхайма «Искусство этого века» в 1944 году получила положительные отзывы в «New York Times», «ARTnews» и «Arts Digest». В том же году Хофман был представлен на персональной выставке в Чикагском клубе искусств и на двух ключевых групповых выставках абстрактного и сюрреалистического искусства в США, кураторами которых были Сидни Дженис и Парсонс. Рецензируя выставку Хофмана в 1945 году, Гринберг писал: «Хофман стал силой, с которой нужно считаться как на практике, так и в интерпретации современного искусства». Не все критики были единодушны в похвалах; например, Роберт Коутс, одним из первых назвавший новые работы «абстрактным экспрессионизмом», в 1946 году в рецензии на работы Хофмана выразил скептическое отношение к стилю живописи «брызги и мазки» В 1947 году Хофман начал ежегодно выставляться в галерее Кутц в Нью-Йорке (и делал это каждый год до 1966 года, за исключением 1948 года, когда галерея временно закрылась), и в течение следующего десятилетия продолжал получать признание.
В более поздний период Хофман часто работал менее жестикуляционно, создавая такие работы, как «Ворота» (1959-60), «Помпеи» (1959) или «To Miz — Pax Vobiscum» (мемориал 1964 года после смерти Миз), которые были слабо посвящены архитектурным объёмам и иногда назывались его «картинами на плитах». В этих работах он использовал прямоугольники чувственных цветов, которые усиливали форму его последовательного формата станковой живописи и иногда предполагали модульную логику, но при этом ускользали от окончательного понимания через области модульной краски и неправильных форм.
В 1957 году Музей Уитни выставил большую ретроспективу Хофмана, которая в течение следующего года побывала ещё в семи музеях США. В своей рецензии на ретроспективу критик Гарольд Розенберг написал: «Ни один американский художник не смог организовать выставку с большим разнообразием, чем Ханс Хофман». В 1960 году Хофман был выбран представителем США на Венецианской биеннале вместе с Филиппом Густоном, Францем Клайном и Теодором Роззаком.
В 1963 году Музей современного искусства представил полномасштабную ретроспективу, организованную Уильямом Сейцем, с каталогом, включавшим выдержки из работ Х. Хофмана. В течение следующих двух лет выставка побывала в пяти других местах в США, музеях в Буэнос-Айресе и Каракасе, и, наконец, в пяти музеях в Нидерландах, Италии и Германии.
Посмертные ретроспективы работ Хофмана включают выставки в музее Хиршхорна (1976), музее Уитни (1990) и лондонской галерее Тейт («Ханс Хофман: поздние картины», 1988), куратором которой был британский художник Джон Хойланд. Д. Хойланд впервые познакомился с работами Хофмана во время своего первого визита в Нью-Йорк в 1964 году в компании Клемента Гринберга и был сразу впечатлён.

## Преподавание
Х. Хфман был известен не только как художник, но и как преподаватель искусства, как в родной Германии, так и позже в США. Его ценность как преподавателя заключалась в последовательности и бескомпромиссной строгости его художественных стандартов и способности преподавать фундаментальные принципы послевоенной абстракции самым разным ученикам. Он основал свою первую школу изобразительного искусства в Мюнхене в 1915 году, опираясь на идеи и работы Поля Сезанна, кубистов и Василия Кандинского. Его практические методы обучения включали постоянное обсуждение теории искусства, сеансы рисования натуры и регулярную критику самого Х. Хофмана, что было редкостью в Академии. К середине 1920-х годов он приобрёл репутацию передового преподавателя и привлёк международное сообщество студентов, ищущих более авангардного обучения, включая Альфа Байерле, Альфреда Дженсена, Луизу Невельсон, Вольфганга Паалена, Уорта Райдера, и Бистру Винарову. Х. Хофман руководил школой, включая летние сессии, проводимые по всей Германии, а также в Австрии, Хорватии, Италии и Франции, пока не эмигрировал в США в 1932 году.
В США Хофман сначала преподавал летнюю сессию в Калифорнийском университете в Беркли в 1930 году по приглашению бывшего студента Уорта Райдера, который в то время был членом художественного факультета. В следующем году он снова преподавал в Беркли и в Художественном институте Чуинарда в Лос-Анджелесе, после чего снова вернулся в Германию. Переехав в Нью-Йорк, Хофман начал преподавать в Лиге студентов искусств Нью-Йорка в 1933 году. К 1934 году Хофман открыл свои собственные школы в Нью-Йорке и в Провинстауне, штат Массачусетс. У него учились многие известные художники, в том числе Ли Краснер, Хелен Франкенталер, Рэй Имз, Ларри Риверс, Аллан Капроу, Ред Грумс, Нелл Блейн, Ирен Райс Перейра, Джером Камровски, Фриц Бультман, Израэль Левитан, Роберт Де Ниро-старший, Джейн Фрайлихер, Вольф Кан, Марисоль Эскобар, Бургойн Дилер, Джеймс Гахаган, Ричард Станкевич, Линда Линдеберг, Лилиан Орловски, Луиза Маттиасдоттир и Нина Трюггвадоттир. Среди его учеников была и Бейла Стивенсон, многолетний куратор Бруклинского музея. В 1958 году Хофман закрыл свои школы, чтобы посвятить себя исключительно собственному творчеству. В 1963 году Музей современного искусства Нью-Йорка организовал передвижную выставку «Ханс Хофман и его ученики», в которую вошли 58 работ 51 художника.
Несмотря на то, что ему приписывают преподавание ряду наиболее одаренных женщин-художниц того периода — в то время, когда они были ещё довольно редки — Х. Хофмана иногда описывают как проявляющего «прямолинейную мужскую шовинистическую позицию». Ли Краснер, которая оставалась его ученицей, сравнивала некоторые из его критических замечаний с обратной похвалой, которую часто получали художницы (например, «так хорошо, что вы никогда не узнаете, что это сделала женщина!»). Скульптор Лила Катцен рассказывала, что он говорил ей, что «только у мужчин есть крылья для искусства»[31].

## Писательская деятельность
Влиятельные работы Ханса Хофмана о современном искусстве были собраны в книге «Поиск реального и другие эссе» (1948), в которую вошли его рассуждения о пространственных теориях «отталкивания/притяжения», его благоговение перед природой как источником для искусства, его убеждённость в том, что искусство имеет духовную ценность, и его философия искусства в целом. В формальном отношении он особенно примечателен как теоретик среды, утверждавший, что «каждое средство выражения имеет свой собственный порядок бытия», что «цвет — это пластическое средство создания интервалов», и его понимание рамы картины, представленное в его цитате: «Любая линия, помещенная на холст, уже пятая». Хофман верил в то, что нужно оставаться верным плоскостности опоры холста, и что для создания глубины и движения в картине художник должен создать то, что он называл «отталкиванием/притяжением» в изображении — контрасты цвета, формы и текстуры.
Ханс Хофман был убеждён в духовной и социальной ценности искусства. В 1932 году он писал: «Обеспечение руководства со стороны учителей и поддержка развивающихся художников — это национальный долг, страховка духовной солидарности. То, что мы делаем для искусства, мы делаем для себя, для наших детей и будущего».

## Коллекции и продажи картин
Работы Ханса Хофмана находятся в постоянных коллекциях многих крупных музеев США и всего мира, в том числе: Художественном музее Калифорнийского университета в Беркли, Метрополитен-музее, Музее Соломона Р. Гуггенхайма, Музее Уитни, Музее современного искусства (Нью-Йорк), Музее современного искусства Сан-Франциско, Музее изобразительных искусств Бостона, Художественном институте Чикаго, Музее искусств Сиэтла, Музее искусств Балтимора, Музее изобразительных искусств Хьюстона, Музее искусств Кливленда, Музее искусств Филадельфии, Художественной ассоциации и музее Провинстауна, Штадтише Галери им Ленбаххаус (Мюнхен), Музее современного искусства (Барселона), Галерее Тейт и Художественной галерее Онтарио (Торонто). Хофман также спроектировал общественный проект — красочную фреску у входа в Высшую школу графических коммуникационных искусств, расположенную в районе «Адской кухни» на Манхэттене.
В 2015 году на аукционе «Кристис» в Нью-Йорке картина Хофмана «Осер» (1960), вдохновленная обширными витражами кафедрального собора Сент-Этьена во Франции, достигла мирового аукционного рекорда для художника — 6 325 000 долларов.

## Поместье Х. Хофмана
Когда 17 февраля 1966 года Ханс Хофман умер, наследство получила его вдова, Рената Хофман. После смерти Ренаты в 1992 году газета New York Daily News опубликовала статью под названием «От икры до кошачьего корма», в которой подробно описывалась «печальная и мучительная история» вдовы Хофмана. В статье утверждалось, что назначенные судом опекуны Ренаты «доили её имущество более десяти лет» и позволили психически неуравновешенной Ренате жить «со своими кошками и спиртным в заваленном мусором доме на берегу океана». Под угрозой судебного преследования первоначальный душеприказчик имущества Х. Хофмана, Роберт Уоршоу, добился того, что нерадивые опекуны выплатили 8,7 миллиона долларов за «чрезвычайную боль и страдания».
Согласно завещанию Ренаты Хофман, был официально создан Фонд Ренаты, Ханса и Марии Хофман, главой которого стал Р. Уоршоу. Миссия фонда заключается в «содействии изучению и пониманию необыкновенной жизни и творчества Ханса Хофмана» и достижении этих целей «посредством выставок, публикаций и образовательных мероприятий и программ, посвященных Хансу Хофману», а также составления каталога картин Г. Гофмана. Представителем авторских прав в США для фонда «Рената, Ханс и Мария Хофман» является Общество прав художников.

## Избранные полотна
- «Вакханалия», 1946, частное собрание
- «Идолопоклонство I», 1944
- «Экстаз», 1947
- «Помпеи», 1959, Лондон, Современная галерея Тейт